# Římskokatolická farnost Šebířov
Římskokatoická farnost Šebířov je územním společenstvím římských katolíků v rámci táborského vikariátu Českobudějovické diecéze.

## O farnosti

### Historie
V roce 1358 je v Šebířově doložena plebánie. Farnost byla obnovena roku 1725.

### Současnost
Farnost nemá sídelního duchovního správce a je administrována ex currendo z Mladé Vožice.
| Kostel           | Místo   | Bohoslužba    | Bohoslužba                            | Poznámka     |
| ---------------- | ------- | ------------- | ------------------------------------- | ------------ |
| Kostel sv. Havla | Šebířov | neděle sobota | 9.30 (lichý týden) 16.30 (sudý týden) | farní kostel |